# Витенферден
Витенферден (њем. Wittenförden) општина је у њемачкој савезној држави Мекленбург-Западна Померанија. Једно је од 89 општинских средишта округа Лудвигслуст. Према процјени из 2010. у општини је живјело 2.737 становника. Посједује регионалну шифру (AGS) 13054118.

## Географски и демографски подаци
Витенферден се налази у савезној држави Мекленбург-Западна Померанија у округу Лудвигслуст. Општина се налази на надморској висини од 62 метра. Површина општине износи 12,2 km². У самом мјесту је, према процјени из 2010. године, живјело 2.737 становника. Просјечна густина становништва износи 224 становника/km².